# Sturmgewehr 44
Sturmgewehr 44 (skraćeno StG 44) ili Maschinenpistole 44 (skraćeno MP44) je prva njemačka jurišna puška iz razdoblja Drugog svjetskog rata.
Utjecala je na konstrukciju nekih jurišnih pušaka tijekom poslijeratnih godina (HK G3).
Metak je razvijen od mauserovog metka 7.92 x 57 mm, kojem je čahura smanjena s 57 mm na 33 mm i uz korištenje lakšeg zrna, čime je dobiven novi metak kalibra 7.92 mm. 
Proizvodnja StG 44, kojega je konstruirao Hugo Schmeisser je trajala od 1943. do 1945. godine, u kojem vremenu je načinjeno 425.977 primjeraka. Puška je omogućavala vojniku da bude učinkovitiji u borbi, te je u narednim desetljećima ovakav tip jurišne puške postao glavno osobno naoružanje u svim vojskama svijeta. 
Nakon Drugog svjetskog rata, puška je još dvadesetak godina ostala u upotrebi kod vojnih i policijskih snaga DDR-a. Koristile su ga vojske Jugoslavije (do 1980. godine), Čehoslovačke, te Francuska legija stranaca; sporadično i u drugim zemljama. Repliku, kao poluatomatsku pušku za civilnu upotrebu, proizvodi danas njemački SSD (Sport Systeme Dittrich).